# Comuna Mîhailo-Lukașeve, Vilneansk
Mîhailo-Lukașeve (în ucraineană Михайло-Лукашеве) este o comună în raionul Vilneansk, regiunea Zaporijjea, Ucraina, formată din satele Mîhailo-Lukașeve (reședința), Mîroliubivka, Novomîhailivske și Novovasîlivske.

## Demografie
Componența lingvistică a comunei Mîhailo-Lukașeve
     Ucraineană (88,4%)
     Rusă (10,63%)
     Alte limbi (0,22%)
Conform recensământului din 2001, majoritatea populației comunei Mîhailo-Lukașeve era vorbitoare de ucraineană (88,4%), existând în minoritate și vorbitori de rusă (10,63%).